# Каралі раёну
«Каралі раёну» (с бел. — «Короли района») — второй студийный альбом белорусской поп-рок-группы Крамбамбуля, вышел 17 июля 2003 года. В записи альбома приняли участие музыканты Сергей Михалок из группы Ляпис Трубецкой и Александр Кулинкович из группы Нейро Дюбель. Из этого альбома вышла самая известная песня группы «Госці».
По словам лидера группы Лявона Вольского «это веселые сиротские песни, которые можно считать застольными».

## Об альбоме
Первоначально Крамбамбуля собиралась выпустить сингл с четырьмя песнями («Безалькагольнае піва», «Старыя хіпаны», «Люблю» и «Хочаш піва»). Во время работы над ним появилась идея пригласить Сергея Михалка спеть «Старыя хіпаны». Михалок согласился и даже принёс для проекта свои песни («Работа», «Няма», «Новы год»). Таким образом началась работа уже над полноценным альбомом. Александр Кулинкович исполнил песню «Марскі чалавек». Ещё в альбом вошла песня «Госьцi», которую не могли закончить уже почти год («Хотелось сделать что-то вроде Ману Чао, был рефрен, но не было понятно, куда идти по тексту»). По словам Михалка, участвуя в Крамбамбуле, ему приходилось петь на белорусском языке (ранее Михалок пел по-русски, иногда используя трасянку) и именно под влиянием Вольского он стал включать белорусскоязычные песни в альбомы Ляписа Трубецкого.
Для альбома также была записана популярная в то время песня «Belle» (исполнили Вольский-Михалок-Кулинкович) из мюзикла «Нотр-Дам де Пари». Была идея снять и видеоклип. Михалок должен был быть священником, а Кулинкович горбуном. Из-за проблем с авторскими правами было решено выпускать альбом без этой композиции, которую потом добавить на переиздание либо выпустить отдельно синглом. В конце концов правообладатель отказался предоставлять права только на одну эту композицию, но предложил выкупить весь мюзикл целиком. В итоге Крамбамбуле пришлось отказаться от этой песни.
До записи песни «Госьцi» главный упор как на потенциальный хит делался на песню «Люблю». На неё Владимиром Маркевичем был снят видеоклип. В съёмках принимала участие Гюнешь Абасова, белорусская певица азербайджанского происхождения. «Михалок записал свою партию в ней, а потом как услышал „Госці“ сказал сразу, что вот — эта ещё лучше…», — вспоминает Вольский. На песню «Госьцi» также был снят видеоклип. Режиссёрами выступили Алексей Хацкевич и Матвей Сабуров, известные по клипам Ляписа Трубецкого. Газета «Прессбол» предложила в роли «гостей» снимать известных белорусских спортсменов. Все спортсмены, которым было сделано предложение принять участие в съёмках, согласились. Таким образом в клипе присутствует велогонщица Наталья Цилинская, пловчиха Александра Герасименя, футболисты Александр Хацкевич, Александр Глеб и Геннадий Тумилович. Музыкальным порталом «Тузін Гітоў» на основе опроса 90 экспертов был составлен рейтинг «100 величайших белорусских песен». В этот список песня «Госьцi» вошла под 20-м номером.

## Список композиций
| №                   | Название                          | Длительность |
| ------------------- | --------------------------------- | ------------ |
| 1.                  | «Свята крамбамбулі»               | 2:19         |
| 2.                  | «Госці»                           | 3:03         |
| 3.                  | «Новы год»                        | 3:40         |
| 4.                  | «Хочаш піва»                      | 3:15         |
| 5.                  | «Работа»                          | 4:05         |
| 6.                  | «Безалкагольнае піва»             | 3:03         |
| 7.                  | «Krambambula»                     | 1:36         |
| 8.                  | «Марскі чалавек»                  | 2:44         |
| 9.                  | «Старыя хіпаны»                   | 3:39         |
| 10.                 | «Няма»                            | 4:47         |
| 11.                 | «Люблю»                           | 4:07         |
| 12.                 | «Госці» (ремикс Евгения Олейника) | 3:05         |
| 13.                 | «Люблю» (ремикс Евгения Олейника) | 3:07         |
| Общая длительность: | Общая длительность:               | 42:30        |

## Участники записи
- Лявон Вольский — вокал (1, 2, 4, 5, 6, 7, 11), гитара, губная гармошка, клавиши, бэк-вокал (3, 5, 8, 9, 10)
- Сергей Михалок — вокал (2, 3, 5, 9, 10, 11), бэк-вокал (1, 4, 6, 8)
- Александр Кулинкович — вокал (8), бэк-вокал (1, 6)
- Сергей Кононович — гитара, мандолина, духовая гармоника, бэк-вокал
- Владислав Плющев — бас-гитара, бэк-вокал
- Александр Хавкин — скрипка, клавиши
- Александр Быков — ударные
- Сергей Ахрамович — баян, бэк-вокал
- Валерий Шчерица — труба
- Мастеринг — студия «Селах» (Минск)

## Рецензии
«Белорусская газета» поставила альбому 4 из 5 баллов. Там отметили, что в альбоме «на музыкальном уровне доминируют близкие народу полуресторанные-полудворовые мотивы и бойкое красочное ретро 70-х» и «если первый диск был ПРО алкоголь, то этот ПОД алкоголь». Также выделили участие в проекте Сергея Михалка: «сочетание его „народного“ вокала с „интеллигентным“ голосом Вольского просто термоядерное». В «Музыкальной газете» музыка нового альбома была охарактеризована как «застольно-танцевальноплощадочно-эстрадно-ансамблевая». Общий итог газеты: «Не шедевр, есть хорошие песни, есть близкие к очень хорошим песням, есть практически хитовые. Песни о безусловной пользе вреда алкоголя».